# Louis-Charles-Marie Champigneulle
Pour les articles homonymes, voir Champigneulle (homonymie).
 (mai 2016).
Louis-Charles-Marie Champigneulle, dit « Charles II Champigneulle » ou « Charles Champigneulle fils » (1853-1905) est un maître-verrier français.

## Biographie
Second fils de Charles-François Champigneulle, maître-verrier associé à Laurent-Charles Maréchal, Louis-Charles-Marie Champigneulle naît à Metz en 1853. Il commence à travailler dans la Meuse, à Bar-le-Duc. Il épouse ensuite Marie-Catherine Brasseur. En 1881, Charles Champigneulle poursuit sa carrière à Paris, à l'atelier du 96 rue Notre-Dame-des-Champs. L'atelier est alors très actif. Récompensé par des médailles nombreuses, il devient lui-même membre du jury d'attribution des récompenses, pour les œuvres présentées au titre de l'art verrier, aux expositions universelles de Paris. Au cours de sa carrière, Charles II Champigneulle a réalisé de nombreux vitraux, inventoriés aujourd'hui par le service de l'inventaire général. Charles Champigneulle meurt à Savonnières-devant-Bar, en 1905.[réf. nécessaire]
Distinctions:

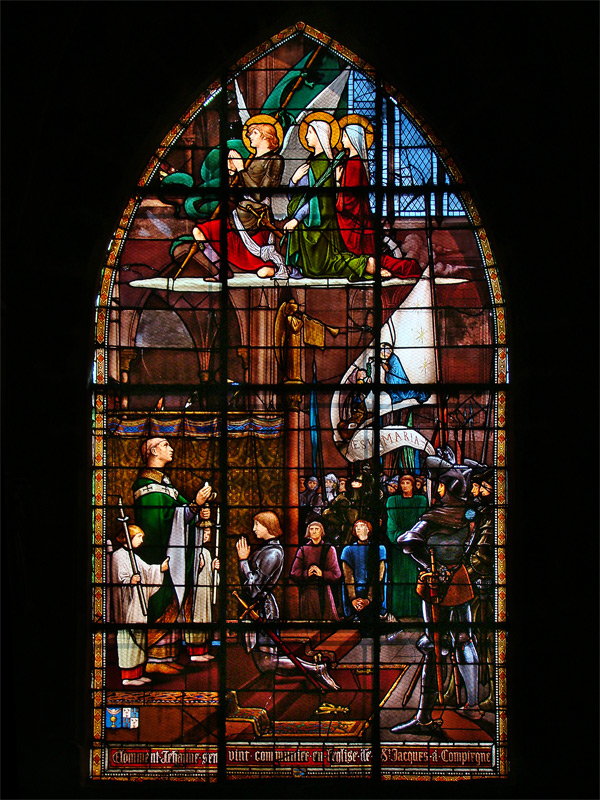
Vitrail représentant Jeanne d'Arc

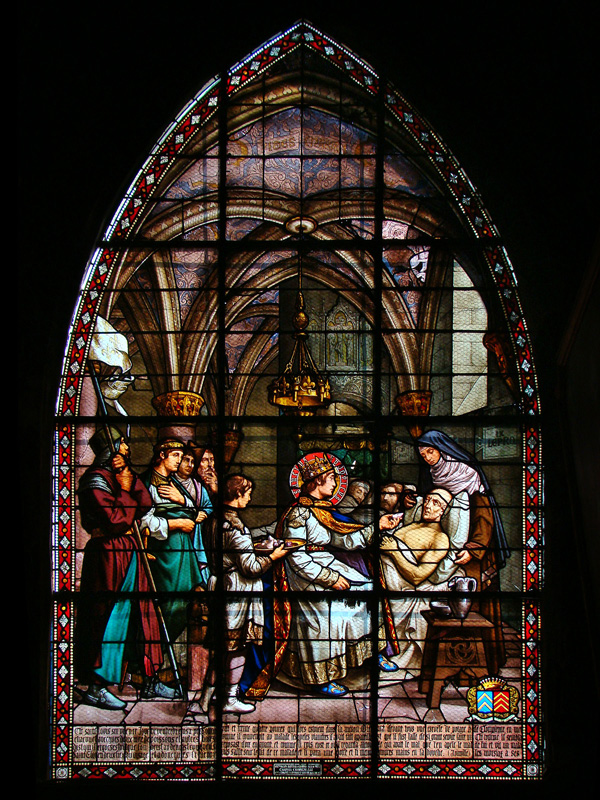
Vitrail représentant saint Louis

1878 : Paris: membre du jury, Hors concours
1883 : Amsterdam, Médaille d'or
1884 : Paris, Arts décoratifs, prix du concours
1885 : Delft, Premier Prix
1885 : Paris, Exposition du travail, membre du jury, Hors concours
1886 : Nouvelle Orléans, deux premiers prix
1887 : Le Havre membre du jury, Hors concours
1887 : Chevalier de la légion d'honneur
1888 : Grande médaille de Hollande
1889 : Paris, exposition universelle, membre du jury, rapporteur de la classe des vitraux
1890 : Académie nationale, Grand prix d'honneur
1891 : Moscou, membre du jury d'admission
1892 : Chicago, membre du jury d'admission
1894 : Lyon, exposition universelle, Grand Prix
1900 : Paris, Exposition universelle, Membre du jury, Hors concours
1903 : Limoges, Membre du jury, Hors concours
Descendance
Son fils Charles-Marie Champigneulle (1880-1908) est architecte et maître verrier. Il meurt prématurément en 1908 dans un accident de voiture. 
Sa fille Elisabeth épouse le docteur André Favre.
Son petit-fils Jacques-Charles Champigneulle (1907-1955) n'a qu'un an et demi à la mort de son père Charles-Marie. Il devient également maître-verrier entre 1928 et 1952 et célèbre pour la décoration du salon du paquebot Normandie. Cette œuvre est réalisée avec le concours du dessinateur Jean Dupas. On peut voir la fresque exposée au musée de la Marine de Paris.

## Réalisations
Charles Champigneulle a participé à la réalisation des vitraux des monuments suivants :
- Église Saint-Vaast de Béthune
- Église Saint-Pierre de Bouvines
- Église Saint-Jacques de Compiègne
- Château Lobstein à Ville-sur-Illon
- Église Notre-Dame de Saint-Mandé
- Eglise Saint-Cyr-et-Sainte-Julitte de Viré
- Salle Poirel, Nancy : Allégorie de la peinture (1889)
- Église Notre-Dame de Sablé-sur-Sarthe (1895)
- Église Notre-Dame-du-Rosaire de Saint-Ouen
- Oratoire-musée de Port-Royal des Champs (vers 1895)
- Église Saint-Saturnin d'Antony (1900)
- Église Saint-Jacques-Saint-Christophe de la Villette (1921)
- Église Saint-Pierre d'Avon
- Chapelle de la famille Oscar Chagot (41e division, cimetière du Père Lachaise) : Christ en croix (non daté)
- Hôtel de ville de Vannes, (1884) vitrail d'Anne de Bretagne
- Palais Bénédictine de Fécamp, salle gothique, vitrail du fondateur

## Galerie

Les vitraux de l'atelier dans l'église Notre-Dame de Sablé-sur-Sarthe (1895)
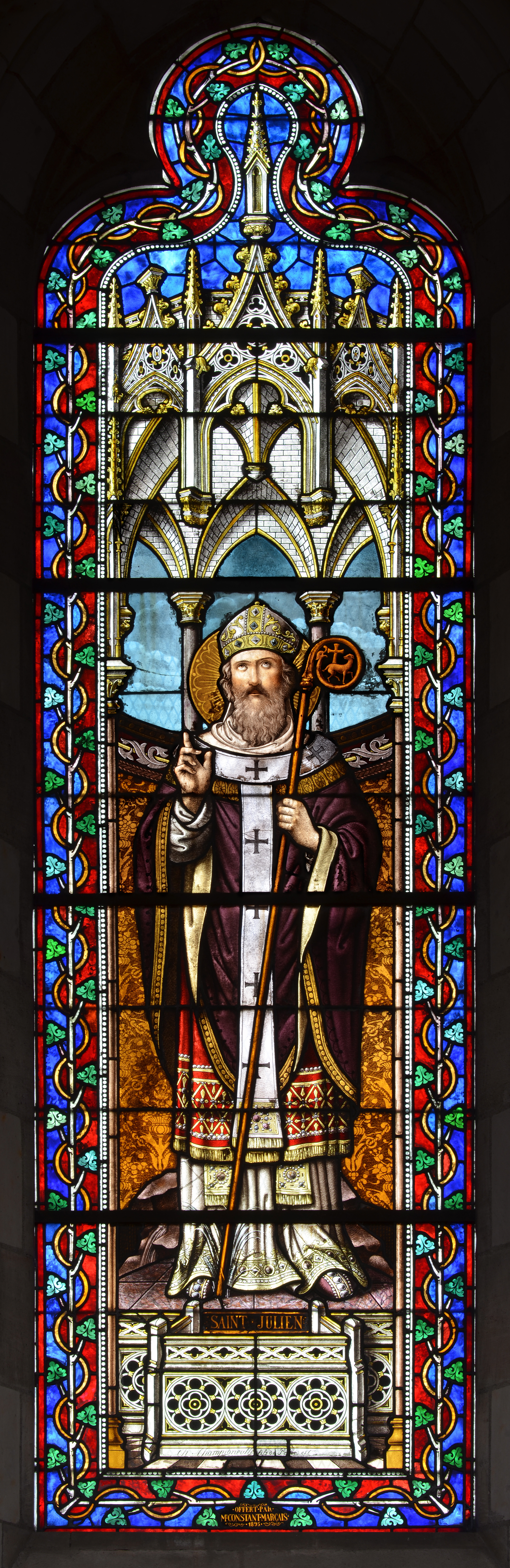
Julien du Mans
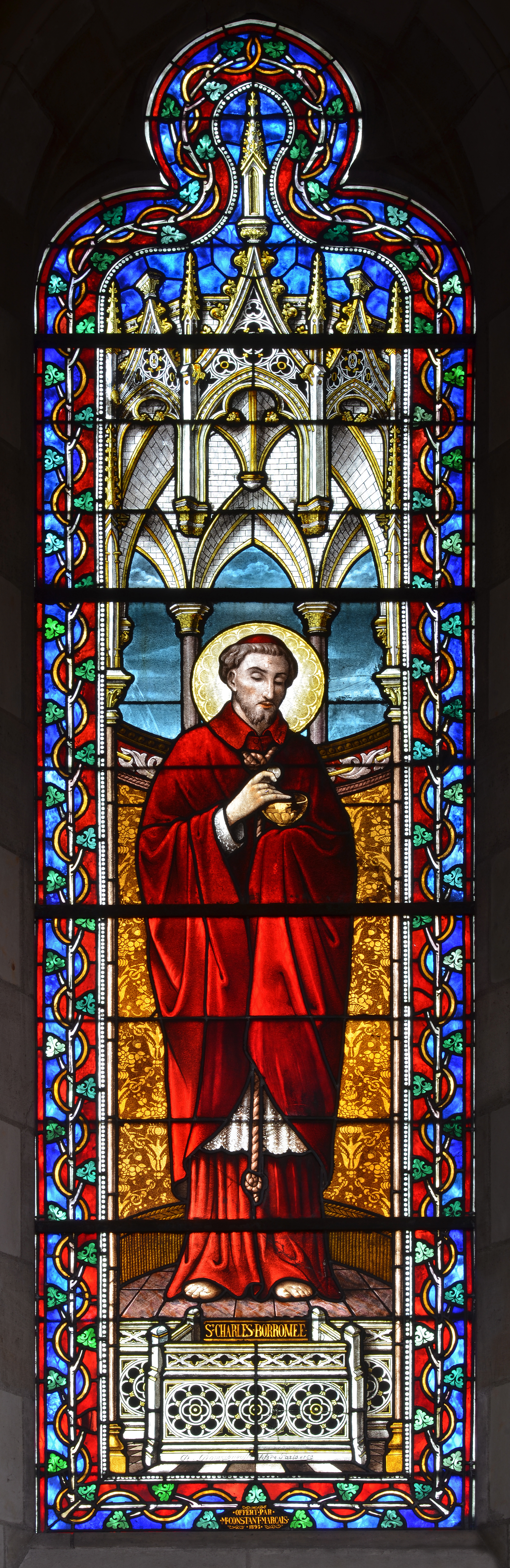
Charles Borromée
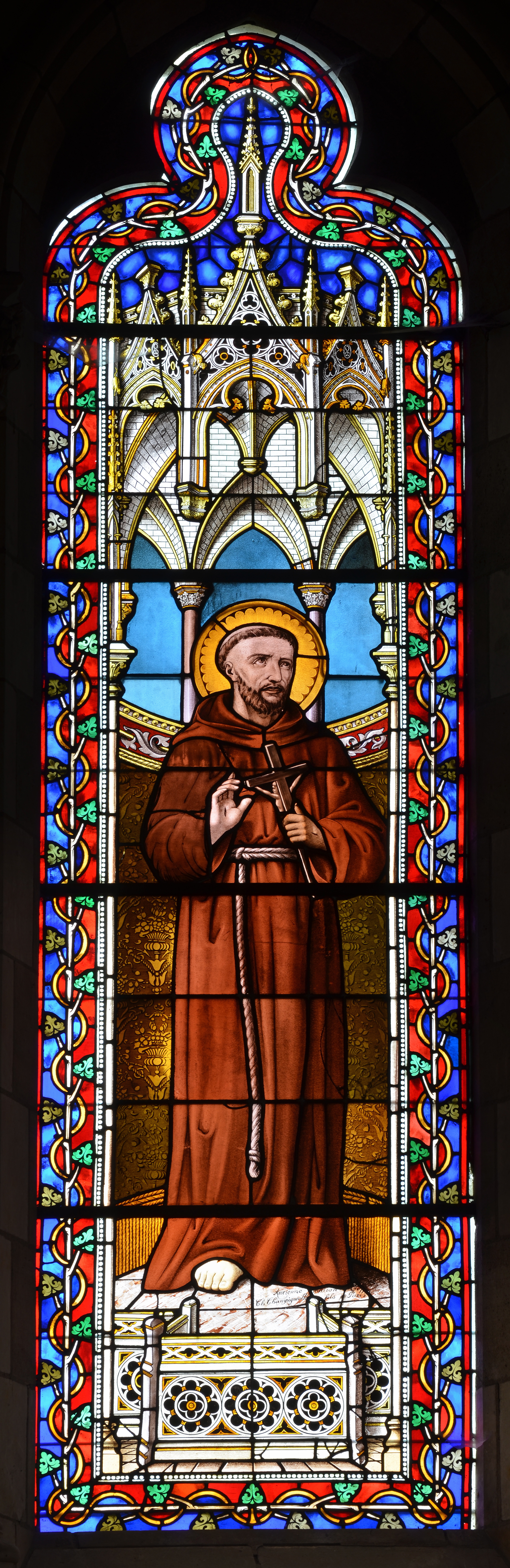
François d'Assise
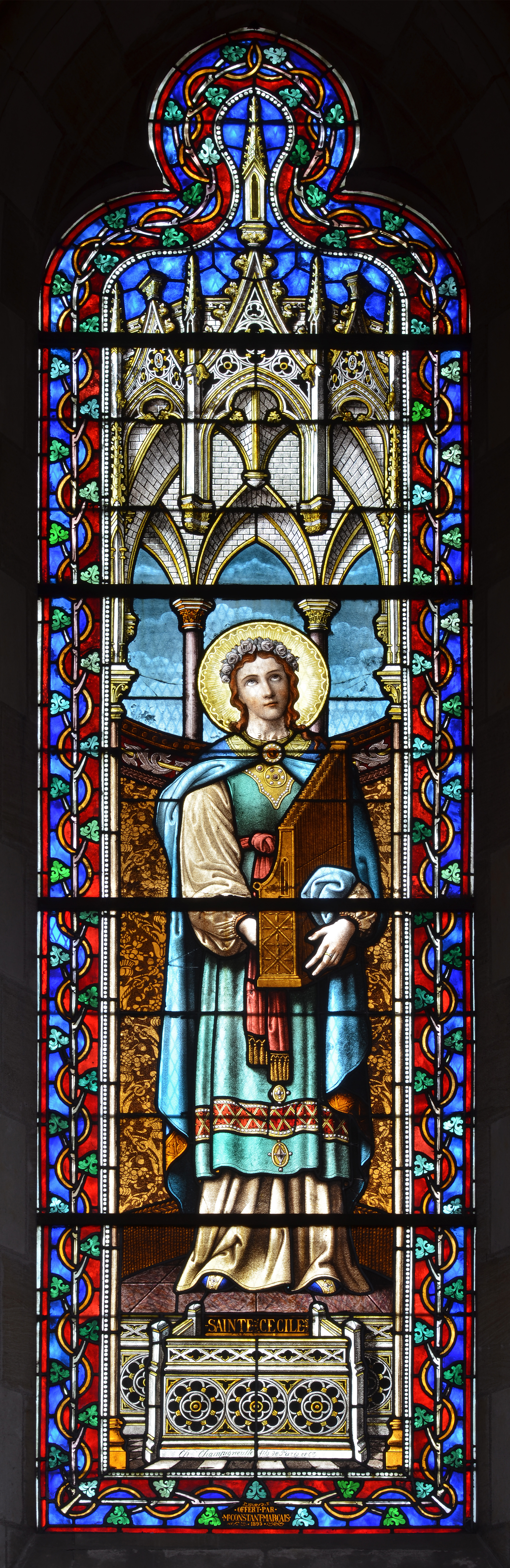
Cécile de Rome
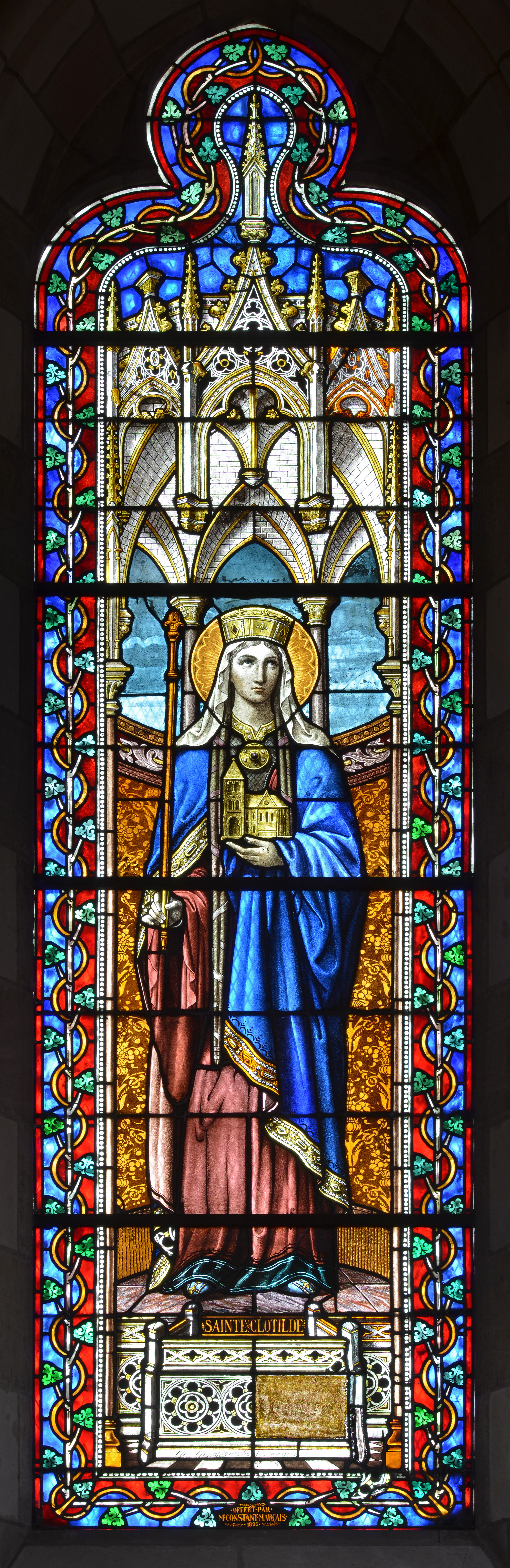
Sainte Clotilde
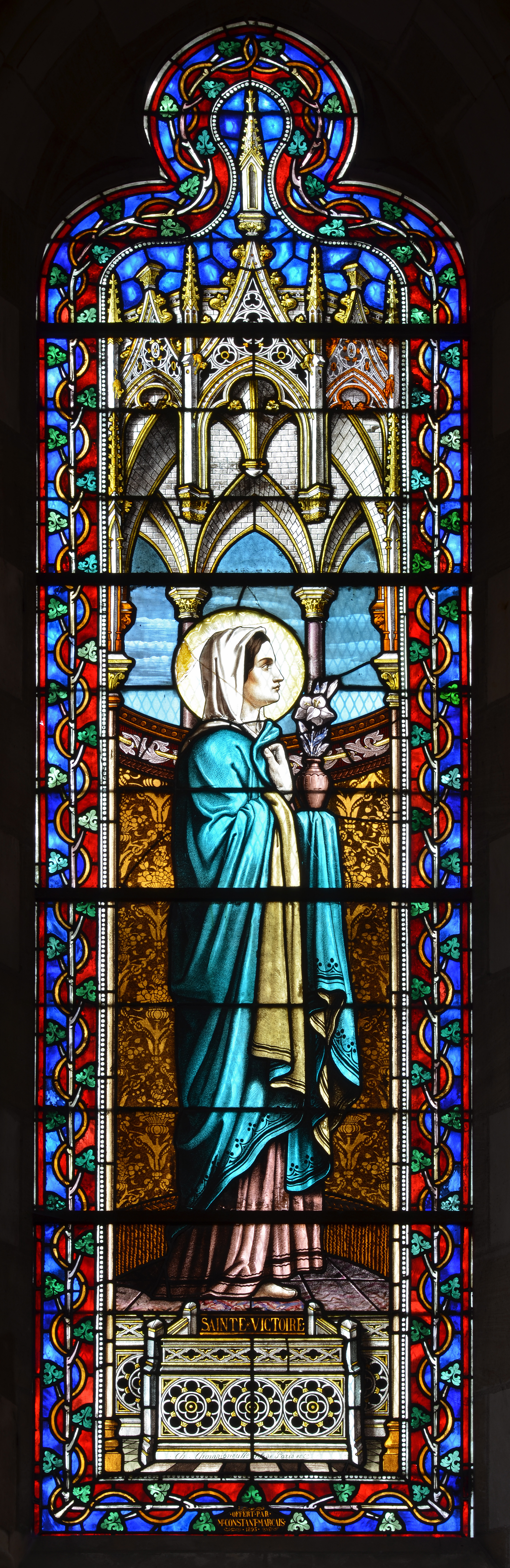
Sainte Victoire

### Sources
- Simon Texier, « Des vitraux très discrets », dans Catherine Healey (dir.), Karen Bowie (dir.) et Agnès Bos (dir.), Le Père-Lachaise, Paris, Action artistique de la Ville de Paris, coll. « Paris et son patrimoine », 1998, 219 p. (ISBN 2-913246-00-1), p. 158–161.